# Ayntap, Ararat
Ayntap là một đô thị thuộc tỉnh Ararat, Armenia. Dân số ước tính năm 2011 là 8401 người. Đô thị này thuộc vùng đô thị Yerevan.